# Liste der Überquerungen des Col du Galibier bei der Tour de France
Insgesamt wurde der Col du Galbier 63-mal im Rahmen der Tour de France befahren und diente im Jahr 2011 sogar als Zielankunft (18. Etappe). Die Liste beinhaltet nicht die geplanten Streckenführungen von 1996 und 2015, auf denen der Pass passiert hätte werden sollen.
Aufgrund der beiden Weltkriege fand die Tour de France in den Jahren von 1915 bis 1918 sowie 1940 bis 1946 nicht statt.
Die nachfolgende Liste weist auch die Seite auf, über die der Pass erreicht wurde. Während die Nordseite von Saint-Michel-de-Maurienne über den Col du Télégraphe führt, erfolgt die Südauffahrt über den Col du Lautaret. Dieser kann entweder aus Richtung Westen (Grenoble bzw. Le Bourg-d’Oisans) oder Osten (Briançon) befahren werden. 1959 und 1980 startete die Etappe auf der Passhöhe des Col du Lautaret.

## Überquerungen
| Jahr   | Etappe           | Bergwertung   | Auffahrt | Sieger                    |
| ------ | ---------------- | ------------- | -------- | ------------------------- |
| 1911   | 5. Etappe        | —             | Nord     | Émile Georget             |
| 1912   | 5. Etappe        | —             | Nord     | Eugène Christophe         |
| 1913   | 11. Etappe       | —             | Süd-West | Marcel Buysse             |
| 1914   | 11. Etappe       | —             | Süd-West | Henri Pélissier           |
| 1919   | 11. Etappe       | —             | Süd-West | Honoré Barthélémy         |
| 1920   | 11. Etappe       | —             | Süd-West | Firmin Lambot             |
| 1921   | 11. Etappe       | —             | Süd-West | Honoré Barthélémy         |
| 1922   | 11. Etappe       | —             | Süd-Ost  | Émile Masson              |
| 1923   | 11. Etappe       | —             | Süd-Ost  | Henri Pélissier           |
| 1924   | 11. Etappe       | —             | Süd-Ost  | Bartolomeo Aimo           |
| 1925   | 14. Etappe       | —             | Süd-Ost  | Lucien Buysse             |
| 1926   | 15. Etappe       | —             | Süd-Ost  | Omer Huyse                |
| 1927   | 17. Etappe       | —             | Süd-Ost  | Antonin Magne             |
| 1928   | 14. Etappe       | —             | Süd-West | Auguste Verdyck           |
| 1929   | 15. Etappe       | —             | Süd-West | Gaston Rebry              |
| 1930   | 16. Etappe       | —             | Süd-West | Pierre Magne Benoît Faure |
| 1931   | 17. Etappe       | —             | Süd-West | Jef Demuysere             |
| 1932   | 13. Etappe       | —             | Süd-West | Francesco Camusso         |
| 1933   | 7. Etappe        | —             | Nord     | Vicente Trueba            |
| 1934   | 7. Etappe        | —             | Nord     | Federico Ezquerra         |
| 1935   | 7. Etappe        | —             | Nord     | Gabriel Ruozzi            |
| 1936   | 7. Etappe        | —             | Nord     | Federico Ezquerra         |
| 1937   | 7. Etappe        | —             | Nord     | Gino Bartali              |
| 1938   | 15. Etappe       | —             | Süd-Ost  | Mario Vicini              |
| 1939   | 16. Etappe (16a) | —             | Süd-Ost  | Dante Gianello            |
| 1947   | 8. Etappe        | 1. Kategorie  | Nord     | Fermo Camellini           |
| 1948   | 4. Etappe        | 2. Kategorie  | Süd-Ost  | Lucien Teisseire          |
| 1952   | 11. Etappe       | 1. Kategorie  | Nord     | Fausto Coppi              |
| 1954   | 19. Etappe       | 1. Kategorie  | Süd-Ost  | Federico Bahamontes       |
| 1955   | 8. Etappe        | 1. Kategorie  | Nord     | Charly Gaul               |
| 1957   | 10. Etappe       | 1. Kategorie  | Nord     | Marcel Janssens           |
| 1959   | 18. Etappe       | 2. Kategorie  | Süd      | Charly Gaul               |
| 1964   | 8. Etappe        | 1. Kategorie  | Nord     | Federico Bahamontes       |
| 1966   | 16. Etappe       | 1. Kategorie  | Nord     | Julio Jiménez             |
| 1967   | 10. Etappe       | 1. Kategorie  | Nord     | Julio Jiménez             |
| 1969   | 10. Etappe       | 1. Kategorie  | Nord     | Eddy Merckx               |
| 1972   | 14. Etappe       | 1. Kategorie  | Süd-Ost  | Joop Zoetemelk            |
| 1973   | 8. Etappe        | 1. Kategorie  | Nord     | Luis Ocaña                |
| 1974   | 11. Etappe       | 1. Kategorie  | Nord     | Vicente López Carril      |
| 1979   | 17. Etappe       | HC. Kategorie | Nord     | Lucien Van Impe           |
| 1980   | 17. Etappe       | HC. Kategorie | Süd      | Johan De Muynck           |
| 1984   | 18. Etappe       | HC. Kategorie | Süd-West | Pacho Rodríguez           |
| 1986   | 18. Etappe       | HC. Kategorie | Süd-Ost  | Luis Herrera              |
| 1987   | 21. Etappe       | HC. Kategorie | Süd-West | Pedro Muñoz               |
| 1989   | 17. Etappe       | HC. Kategorie | Süd-Ost  | Gert-Jan Theunisse        |
| 1992   | 14. Etappe       | HC. Kategorie | Süd-Ost  | Franco Chioccioli         |
| 1993   | 10. Etappe       | HC. Kategorie | Nord     | Tony Rominger             |
| 1998   | 15. Etappe       | HC. Kategorie | Nord     | Marco Pantani             |
| 1999   | 9. Etappe        | HC. Kategorie | Nord     | José Luis Arrieta         |
| 2000   | 15. Etappe       | HC. Kategorie | Süd-Ost  | Pascal Hervé              |
| 2002   | 16. Etappe       | HC. Kategorie | Süd-West | Santiago Botero           |
| 2003   | 8. Etappe        | HC. Kategorie | Nord     | Stefano Garzelli          |
| 2005   | 11. Etappe       | HC. Kategorie | Nord     | Alexander Winokurow       |
| 2006   | 16. Etappe       | HC. Kategorie | Süd-West | Michael Rasmussen         |
| 2007   | 9. Etappe        | HC. Kategorie | Nord     | Mauricio Soler            |
| 2008   | 17. Etappe       | HC. Kategorie | Süd-Ost  | Stefan Schumacher         |
| 2011*  | 18. Etappe       | HC. Kategorie | Süd-Ost  | Andy Schleck              |
| 2011** | 19. Etappe       | HC. Kategorie | Nord     | Andy Schleck              |
| 2017   | 17. Etappe       | HC. Kategorie | Nord     | Primož Roglič             |
| 2019   | 18. Etappe       | HC. Kategorie | Süd-Ost  | Nairo Quintana            |
| 2022   | 11. Etappe       | HC. Kategorie | Nord     | Warren Barguil            |
| 2022   | 12. Etappe       | HC. Kategorie | Süd-Ost  | Anthony Perez             |
| 2024   | 4. Etappe        | HC. Kategorie | Süd-Ost  | Tadej Pogačar             |

* Bergankunft
** 2011 führte die 19. Etappe nicht über die Passhöhe, sondern passierte den Tunnel du Galibier, der sich auf einer Höhe von 2556 Metern befindet.